# Stjepan Badrov
Stjepan Badrov (Travnik, 1. prosinca 1987.), hrvatski sportski djelatnik i bivši nogometaš iz Bosne i Hercegovine.

## Karijera

### Igračka karijera
Nogometom se počeo baviti u NK Vitez gdje je prošao sve uzrasne kategorije prije odlaska u hrvatskog trećeligaša Rudeš. Nakon Rudeša igrao je za Segestu, a početkom 2008. godine prelazi u NK Travnik. U ljeto iste godine odlazi u Vinogradar da bi se već sljedeće godine vratio u Travnik gdje je igrao u Premijer ligi BiH.
U siječnju 2012. prelazi u matični Vitez. U srpnju iste godine prelazi u gabeoski GOŠK gdje se zadržao samo nekoliko mjeseci. Početkom 2013. vraća se u Vitez s kojim osvaja Prvu ligu FBiH u sezoni 2012./13. Nastupao je za Vitez u Premijer ligi, a 2015. je nakon teške ozljede okončao igračku karijeru.

### Sportski djelatnik
Nakon okončanja igračke karijere imenovan je glavnim tajnikom NK Vitez. Bio je član skupštine Nogometnog saveza Federacije BiH kao predstavnik NS Županije Središnja Bosna. Kasnije radi u splitskom Hajduku, prvo kao sportski administrator, a zatim kao team manager druge momčadi Hajduka. Od siječnja 2021. je team manager prve momčadi Hajduka.

## Vanjske poveznice
- Profil na transfermarkt.com